# Sh2-106
Sh2-106 è una nebulosa a emissione visibile nella costellazione del Cigno. La sua caratteristica più evidente è la sua forma marcatamente bipolare, al punto che all'epoca della sua scoperta, avvenuta nel 1946, venne scambiata per una nebulosa planetaria.
Il centro della nebulosa ospita una giovanissima stella di grande massa circondata da un disco di polveri; la radiazione di questa stella ionizza il gas nelle sue vicinanze, mentre le regioni più remote si limitano a riflettere la sua luce. A breve distanza dalla regione centrale si trova un giovanissimo ammasso di protostelle di piccola massa, a riprova che nella zona sono attivi diversi fenomeni di formazione stellare. La stima maggiormente accettata per la distanza della nube è circa 600 parsec (circa 1950 anni luce).

## Osservazione

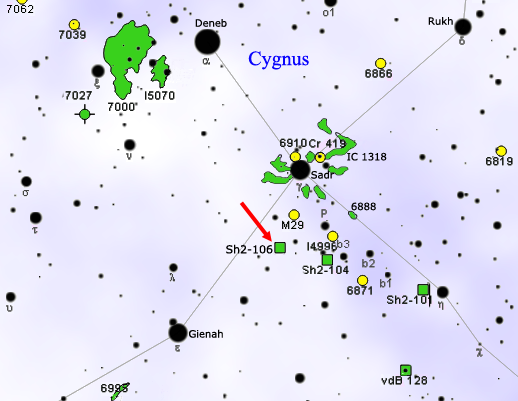
Mappa per individuare Sh2-106.

Sh2-106 si individua nella parte centrale della costellazione, circa 3° in direzione SSE rispetto alla stella Sadr (γ Cygni), al centro di una regione della Via Lattea fortemente oscurata per via della presenza della Fenditura del Cigno, un grande complesso di nubi molecolari; la sua posizione può essere raggiunta partendo da Sadr e scendendo fino a M29, quindi raddoppiando questa distanza nella stessa direzione. La sua osservazione risulta essere impossibile con piccoli strumenti, sia per le sue piccole dimensioni sia perché nella banda della luce visibile le sue emissioni sono assai scarse; può risaltare tramite l'uso di appositi filtri, dove mostra una forma allungata in senso nord-sud e un aspetto bipolare.
Data la sua declinazione di +37°, la sua osservazione è favorevole in particolare dalle regioni dell'emisfero boreale, dove si presenta fino allo zenit nelle sere estive alle latitudini della Sicilia e della Spagna meridionale, come pure da città come San Francisco e Tokyo. Il periodo in cui è possibile la sua osservazione nel cielo serale ricade fra il mese di giugno e il mese di novembre, anche se dall'emisfero australe questo periodo è un po' più limitato.

## Caratteristiche e struttura

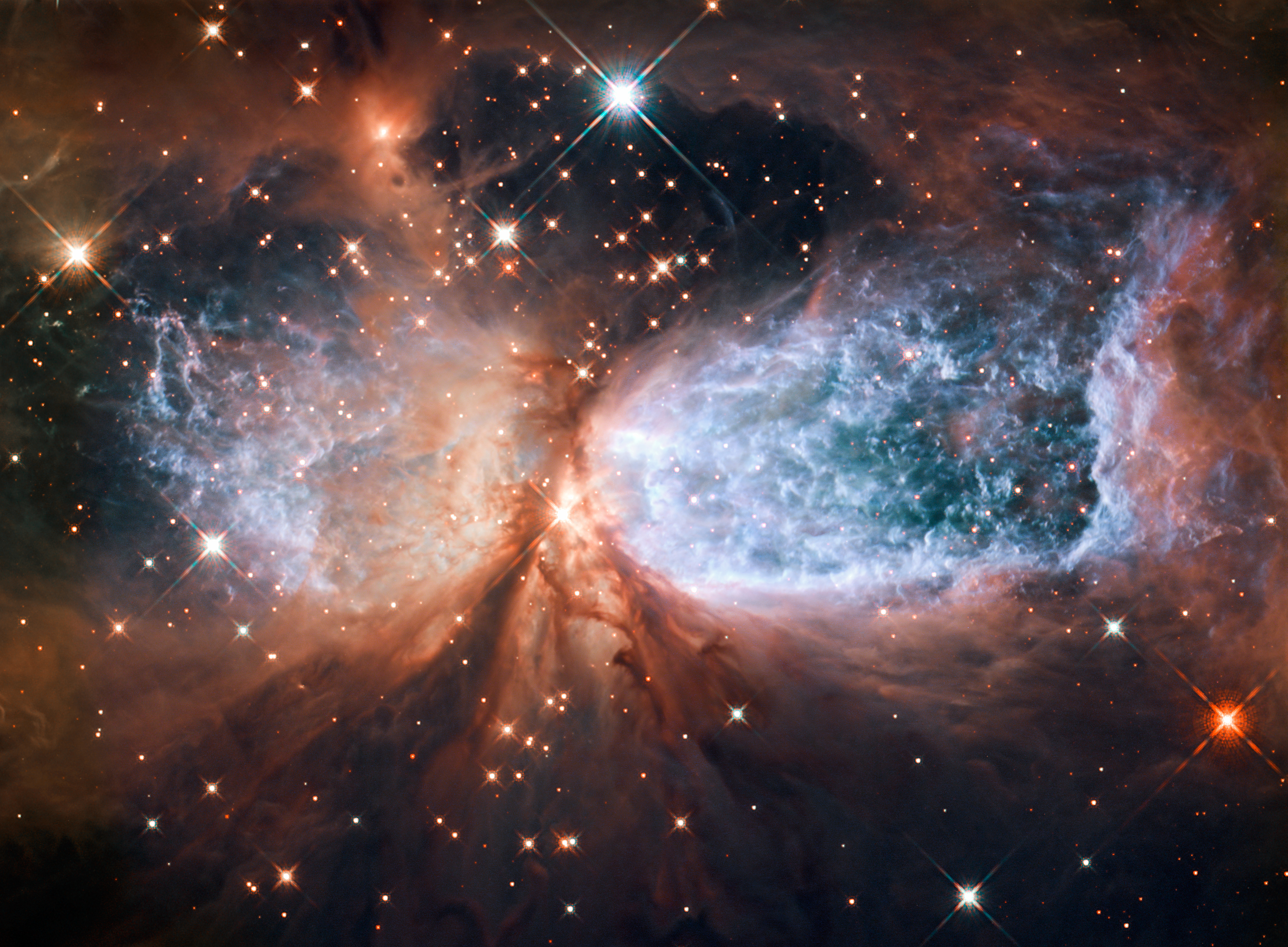
Sharpless 106 ripresa col telescopio Hubble.

La reale entità delle caratteristiche osservate della nebulosa dipendono in parte dall'incertezza sulla distanza della nube stessa; la difficoltà nell'ottenere una stima accurata sta soprattutto nel fatto che essa giace in una regione del piano galattico particolarmente congestionata, dove lungo la stessa linea di vista si sovrappone un gran numero di strutture poste a differenti distanze fra di loro.
I primi studi su Sh2-106 riportarono un valore di distanza pari a 2300 parsec e 5700 parsec, entrambi basandosi sulla cinematica. La fotometria sembrerebbe fornire, al contrario, i risultati maggiormente accettati; questi studi riportano valori di distanza molto più bassi e dell'ordine dei 500-600 parsec al massimo, sebbene alcune ricerche abbiano indicato una distanza di 1100-1300 parsec. Alla distanza maggiormente accettata di circa 600 parsec, Sh2-106 ricade nella regione galattica in cui si estendono i grandi complessi nebulosi della Fenditura del Cigno, cui sono associate anche le due ben note nebulose Nord America e Pellicano; a circa il doppio della distanza, nella stessa direzione, si trova il grande sistema nebuloso del Cigno, associato alle due nubi Sh2-109 e Cygnus X.
La caratteristica predominante di Sh2-106 è la sua struttura marcatamente bilobata; questi lobi sono composti da materiale in espansione e sono separati da una banda di nubi non illuminate. Al centro della nebulosa è presente una sorgente di radiazione infrarossa, indicata di solito con le sigle S106 IRS 4 o S106 IR; si tratta di una stella massiccia di classe spettrale O8 o, al più, dei primi numeri della classe B, con una temperatura superficiale che, nel primo caso, dovrebbe essere pari ad almeno 37 000 K. Questa stella è caratterizzata dal possedere un forte vento stellare che determina una perdita di massa pari a 10−6 M⊙ all'anno, che viene espulsa alla velocità di circa 100 Km/s. S106 IR è di fatto una stella giovane la cui età è stimata attorno ai 100 000 anni; attorno ad essa si estende un grande disco circumstellare di polveri molto dense, che coincide con la parte centrale della nebulosa. La parte interna dei getti viene direttamente ionizzata dalla stella centrale, emettendo a sua volta una luce rossastra, mentre le parti più esterne, che non ricevono la radiazione sufficiente a innescare la ionizzazione, si limitano a brillare per riflessione.
Attorno alla nebulosa si estende un campo magnetico le cui linee di campo sono orientate parallelamente all'asse polare della struttura bipolare; si ritiene che questo campo magnetico venga forzato alla contorsione dalla morfologia toroidale della banda oscura.

## Fenomeni di formazione stellare
La regione nebulosa in cui si estende Sh2-106 è sede di fenomeni di formazione stellare generanti in particolare stelle di piccola massa. Fin dall'inizio degli anni novanta è nota la presenza di un debole ammasso aperto situato circa 5 primi d'arco a sud di Sh2-106; quest'ammasso, denominato S106 South, è formato da un gran numero di giovanissime stelle la cui età si aggirerebbe attorno al milione di anni. Un sito di formazione stellare secondario giace inoltre circa 15 primi d'arco a sudest di S106 IR ed è stato denominato S106 South-East. Nell'intera regione sono state individuate circa 600 possibili protostelle, la cui disposizione suggerisce che all'interno dell'addensamento principale si possano distinguere tre sottogruppi separati. Le componenti individuate possiedono una massa substellare o persino planetaria, in alcuni casi.